# Malte aux Jeux olympiques d'hiver de 2022
Malte participe aux Jeux olympiques d'hiver de 2022 à Pékin en Chine du 4 au 20 février 2022. Il s'agit de sa troisième participation à des Jeux d'hiver.
La skieuse Élise Pellegrin, seule sportive maltaise à avoir participé aux JO d'hiver, était parvenue à décrocher un quota en slalom mais cette dernière préfère renoncer craignant ne pas être en mesure de défendre ses chances avec le trop peu de compétitions.

## Résultats en snowboard
Jenise Spiteri, snowboardeuse de 28 ans qui vit en Californie, parvient à décrocher un quota en half-pipe ; elle avait terminé avant-dernière aux championnats du monde en slalom.
| Athlète        | Qualification | Qualification | Qualification | Qualification | Finale   | Finale   | Finale   | Finale   | Finale   |
| Athlète        | Course 1      | Course 2      | Meilleur      | Rang          | Course 1 | Course 2 | Course 3 | Meilleur | Rang     |
| -------------- | ------------- | ------------- | ------------- | ------------- | -------- | -------- | -------- | -------- | -------- |
| Jenise Spiteri | 7,25          | 25,25         | 25,25         | 21e           | Éliminée | Éliminée | Éliminée | Éliminée | Éliminée |